# Q Sharp
Q# (pronuncia-se como Q sharp) é uma linguagem de programação de domínio específico usada para expressar algoritmos quânticos. Ele foi inicialmente lançado para o público pela Microsoft como parte do Kit de Desenvolvimento Quantum.

## História
Durante uma Microsoft Ignite Keynote em 26 de setembro de 2017, a Microsoft anunciou que iria lançar uma nova linguagem de programação orientada especificamente para computadores quânticos. Em 11 de dezembro de 2017, a Microsoft lançou Q# como parte do Quantum Development Kit.